# Zuzana Hagarová
Zuzana Hagarová (zeitweise Zuzana Štočková; * 25. November 1977 in Kežmarok) ist eine slowakische Schachspielerin.

## Leben
Hagarová erlernte das Schachspiel im Alter von sieben oder acht Jahren in einer von ihrem Vater geleiteten Trainingsgruppe. Ihr Bruder Eduard Hagara ist ebenfalls Internationaler Meister und gewann die slowakische Einzelmeisterschaft 2004. Nach ihrer Heirat mit dem tschechischen Großmeister Jiří Štoček nahm sie den Namen Štočková an.
Sie erhielt im Jahr 1998 den Titel Schach-Großmeister der Frauen, 2002 den Titel Internationaler Meister.
Sie siegte oder belegte vordere Plätze in mehreren Turnieren: 2. Platz bei der U18-Weltmeisterschaft (Mädchen) in Szeged (1994), 2.–5. Platz bei Open Tatry in Tatranske Zruby (2004), 2.–3. Platz bei Meisterschaft der Slowakei (open) in Zvolen (2008).

## Nationalmannschaft
Zuzana Štočková nahm mit der slowakischen Frauenmannschaft an den Schacholympiaden 1994, 1996, 1998, 2000, 2002, 2004, 2006, 2008, 2014 und 2018 sowie den Mannschaftseuropameisterschaften 1997, 1999, 2001 und 2003 teil. Sie gewann mit der Slowakei die Mannschafts-EM der Frauen 1999 in Batumi.

## Vereine
In der slowakischen Extraliga spielte Štočková von 1993 bis 1996 für den ŠK Tesla Liptovský Hrádok, von 1997 bis 2001 für den ŠK Tatran Prešov, mit dem sie 2000 die slowakische Mannschaftsmeisterschaft gewann, von 2001 bis 2005 und in der Saison 2006/07 für den ŠK Hydina Košice, in der Saison 2007/08 für MŠK KdV Kežmarok, seit 2008 spielt sie für die Mannschaft von 7 Statocných Kosice, mit der sie 2012 die Meisterschaft gewann. In der tschechischen Extraliga spielte sie von 1999 bis 2001 sowie in der Saison 2005/06 für den ŠK Ingem Plzeň ZČE. In der deutschen Frauenbundesliga spielte Štočkovás von 2005 bis 2009 für den USV TU Dresden (bis 2006 Dresdner SC), mit dem sie 2006 die deutsche Mannschaftsmeisterschaft der Frauen gewann, seit 2012 spielt sie für die Rodewischer Schachmiezen.

## Partiebeispiel
|   | a | b | c | d | e | f | g | h |   |
| 8 |   |   |   |   |   |   |   |   | 8 |
| 7 |   |   |   |   |   |   |   |   | 7 |
| 6 |   |   |   |   |   |   |   |   | 6 |
| 5 |   |   |   |   |   |   |   |   | 5 |
| 4 |   |   |   |   |   |   |   |   | 4 |
| 3 |   |   |   |   |   |   |   |   | 3 |
| 2 |   |   |   |   |   |   |   |   | 2 |
| 1 |   |   |   |   |   |   |   |   | 1 |
|   | a | b | c | d | e | f | g | h |   |

Stellung nach dem 25. Zug von Schwarz
Bei der Mannschafts-Europameisterschaft der Frauen, welche die slowakische Nationalmannschaft gewann, spielte Zuzana Hagarová gegen Nana Iosseliani am 1. Brett eine meisterliche und sehr wichtige Partie:
Iosseliani − Štočková, 3. Dezember 1999, Batumi
1. d2–d4 Sg8–f6 2. Sg1–f3 g7–g6 3. c2–c4 Lf8–g7 4. g2–g3 0–0 5. Lf1–g2 d7–d6 6. 0–0 Sb8–d7 7. Sb1–c3 e7–e5 8. e2–e4 e5xd4 9. Sf3xd4 Tf8–e8 10. h2–h3 a7–a6 11. b2–b3 Ta8–b8 12. Tf1–e1 c7–c5 13. Sd4–c2 b7–b5 14. c4xb5 a6xb5 15. Dd1xd6 Tb8–b6 16. Dd6–d1 b5–b4 17. Sc3–a4 Tb6–e6 18. Lc1–b2 Dd8–e7 19. Sc2–e3 Lc8–b7 20. f2–f3 Sf6–h5 21. Lb2xg7 Kg8xg7 22. g3–g4 Besser 22. Kh2, die schwarzen Felder auf dem weißen Königsflügel sind geschwächt. 22. … Sh5–f4 23. Se3–c4 De7–h4 24. Kg1–h2 Sf4xg2 25. Kh2xg2 Te6xe4 Der letzte Schutz des weißen Königs ist sogar einen Turm wert. 26. Te1xe4 Te8xe4 27. Dd1–d3 Te4–e6 28. Ta1–f1 h7–h5 29. Kg2–h2 h5xg4 30. f3xg4 Sd7–f6 31. Sa4xc5 Sf6xg4+ 32. Kh2–g1 Te6–e3 0:1 Weiß gab auf.